# تورین، میشیگان
تورین، میشیگان (به انگلیسی: Turin Township, Michigan) یک منطقهٔ مسکونی در ایالات متحده آمریکا است که در میشیگان واقع شده‌است.

## خصوصیات
تورین ۲۱۸٫۲ کیلومترمربع مساحت و ۱۳۱ نفر جمعیت دارد و ۳۳۵ متر بالاتر از سطح دریا واقع شده‌است.